# Night of Champions 2012
Night of Champions 2012 was een professioneel worstelpay-per-viewevenement dat georganiseerd werd door de WWE. Dit evenement was de 5e editie van Night of Champions en vond plaats in de TD Garden in Boston op 16 september 2012.

## Achtergrond
In het begin van de SmackDown-aflevering van 24 augustus 2012 boekte, de door Vince McMahon voor dit evenement aangestelde General Manager, Booker T, een "number 1 contender match" (wie de wedstrijd wint wordt de tegenstander van de kampioen) dat later op de avond plaatsvond, tussen Randy Orton en Alberto Del Rio voor een World Heavyweight Championship match tegen de kampioen Sheamus. Del Rio won de match van Orton en werd zo de uitdager van Sheamus.

## Matchen
| Nr.                                                                          | Match | Winnaar(s)               |
| ---------------------------------------------------------------------------- | --- | ------------------------ |
| PS                                                                           | 16 man Battle royal voor de "No. 1 contender" voor een WWE United States Championship match                                  | Zack Ryder               |
| 1                                                                            | The Miz vs. Rey Mysterio vs. Cody Rhodes vs. Sin Cara in een Fatal Four-Way match voor het WWE Intercontinental Championship | The Miz (c)              |
| 2                                                                            | Kofi Kingston & R-Truth (c) vs. Daniel Bryan & Kane in een tag team match voor het WWE Tag Team Championship                 | Daniel Bryan & Kane (nc) |
| 3                                                                            | Antonio Cesaro (c) vs. Zack Ryder in een een-op-eenmatch voor het WWE United States Championship                             | Antonio Cesaro (c)       |
| 4                                                                            | Randy Orton vs. Dolph Ziggler in een een-op-eenmatch                                                                         | Randy Orton              |
| 5                                                                            | Layla (c) vs. Eve in een een-op-eenmatch voor het WWE Divas Championship                                                     | Eve (nc)                 |
| 6                                                                            | Sheamus (c) vs. Alberto Del Rio in een een-op-eenmatch voor het World Heavyweight Championship                               | Sheamus (c)              |
| 7                                                                            | CM Punk (c) vs. John Cena in een een-op-eenmatch voor het WWE Championship                                                   | Gelijkspel               |
| (c) huidige kampioen voor en na de match \| (nc) nieuwe kampioen na de match | |                          |